# Anguloa clowesii
Anguloa clowesii là một loài lan.